# Skutulsfjörður
Skutulsfjörður (in lingua islandese: Fiordo dell'arpione) è un fiordo laterale dell'ampio Ísafjarðardjúp, nella regione dei Vestfirðir, i fiordi occidentali dell'Islanda.

## Descrizione
Lo Skutulsfjörður è la più occidentale delle numerose diramazioni presenti nella sponda meridionale del grande fiordo Ísafjarðardjúp. È largo circa 3 km e penetra per 7 chilometri nell'entroterra, che il monte Kubbi divide in due valli, Engidalur e Tungudalur. I rilievi montuosi su entrambe le sponde del fiordo superano l'altezza di 700 metri.
A est si trova l'Álftafjörður.
Sulla penisola di Eyri sorge la cittadina di Ísafjörður, che è il capoluogo dei fiordi occidentali.

## Accessibilità
Nel 1966 è stata aperta la galleria Vestfjarðagöng nel tratto settentrionale della strada S60 Vestfjarðavegur, che allora raggiungeva il fiordo. Da allora il percorso della strada è stato modificato e oggi collega la cittadina di Ísafjörður con la Hringvegur, la grande strada statale ad anello che contorna l'intera Islanda.
La strada S61 Djúpvegur corre lungo entrambi i lati del fiordo e permette di raggiungere gli altri fiordi dell'Ísafjarðardjúp.
L'aeroporto di Ísafjörður si trova nel sud-ovest del fiordo sul promontorio di Skipeyri ed è difficile da raggiungere a causa delle montagne circostanti.